# بوروسيا دورتموند موسم 2001–02
كان موسم 2001–02 هو الموسم الـ91 (والعام الـ92 بشكل عام) لبوروسيا دورتموند في تاريخ نادي كرة القدم والموسم الـ26 على التوالي في دوري الدرجة الأولى الألماني لكرة القدم، البوندسليغا. كما وصل إلى نهائي كأس الاتحاد الأوروبي، حيث عانى من عيب اللعب خارج أرضه أمام فاينورد. مع طرد قائد الفريق يورغن كوهلر في مباراة الأخيرة في مسيرته، تمكن فينورد من الفوز بنتيجة 3–2 وحرمان دورتموند من لقبه الدولي الأول منذ فوزه الشهير بدوري أبطال أوروبا عام 1997.
وكان من أهم اللاعبين في نجاح دورتموند الثنائي التشيكي يان كولر وتوماس روسيتسكي، والهداف مارسيو أموروسو، واللاعبين الدوليين الألمان مثل كريستوف ميتسلدر، وحارس المرمى ينس ليمان، وكريستيان فورنز. كان هذا الموسم الأول للمدرب ماتياس زامر في منصبه، وكان فوزه بجائزة أفضل لاعب في أوروبا عام 1996 بمثابة نجاح فوري، ليصبح أحد المدربين القلائل الذين فازوا بواحدة من الدوريات المحلية الكبرى في أوروبا في محاولته الأولى.